# شاهدخت اوکو
شاهدخت اوکو (大来皇女؛ ۱۲ فوریه ۶۶۱ – ۲۹ ژانویهٔ ۷۰۲) شاعر، نویسنده و شاهزاده خانم ژاپنی در طول دوره آسوکا در تاریخ ژاپن بود. او دختر امپراتور تنمو و خواهر شاهزاده اوتسو بود. به عنوان یک دختر جوان، او شاهد شورش جینشین بود. طبق گفته مان‌یوشو ("گلچین ده هزار برگ")، او اولین سایئو بود که در معبد ایسه خدمت کرد. پس از مرگ برادرش شاهزاده اوتسو در سال ۶۸۶، او از ایسه به ولایت یاماتو بازگشت تا بقایای او را در کوه فوتاکامی، پیش از پایان آرام زندگی او در سن ۴۰ سالگی، نگهداری کند.